# Are Torpe
Are Torpe (17 maggio 1973) è un ex sciatore alpino norvegese.

## Biografia
Sæter, originario di Øystese, debuttò in campo internazionale ai Mondiali juniores di Geilo/Hemsedal 1991; esordì in Coppa del Mondo l'11 dicembre 1994 a Tignes in supergigante (61º) e il 17 dicembre successivo conquistò l'ultima vittoria in Coppa Europa, a Geilo/Hemsedal in slalom gigante. Nella medesima specialità ottenne il miglior piazzamento in Coppa del Mondo, il 6 gennaio 1995 a Kranjska Gora (9º), e l'ultimo podio in Coppa Europa, il 15 febbraio 1996 a Sankt Johann in Tirol (3º); prese per l'ultima volta il via in Coppa del Mondo il 9 gennaio 2001 ad Adelboden sempre in slalom gigante, senza completare la prova, e si ritirò al termine di quella stessa stagione 2000-2001: la sua ultima gara fu un supergigante FIS disputato il 24 aprile a Hemsedal. Non prese parte a rassegne olimpiche o iridate.

## Palmarès

### Coppa del Mondo
- Miglior piazzamento in classifica generale: 71º nel 1995

### Coppa Europa
- 4 podi (dati dalla stagione 1994-1995):
  - 1 vittoria
  - 3 terzi posti

#### Coppa Europa - vittorie
| Data             | Località       | Paese    | Specialità |
| ---------------- | -------------- | -------- | ---------- |
| 17 dicembre 1994 | Geilo/Hemsedal | Norvegia | GS         |

Legenda:

GS = slalom gigante

### Far East Cup
- 1 podio (dati dalla stagione 1994-1995):
  - 1 terzo posto

### Campionati norvegesi
- 1 medaglia (dati dalla stagione 1994-1995):
  - 1 bronzo (slalom gigante nel 2000)